# Liste des navires actifs de la marine argentine
Cet article est une liste des bâtiments de la Marine argentine en service actif en 2017.
En 2017, la marine comptait 41 navires en service, dont 4 destroyers, 2 navires de soutien amphibie et 2 sous-marins (bien que ces deux bateaux ne soient plus opérationnels depuis 2020). Le déplacement total de la flotte (y compris les auxiliaires) était d'environ 128 461 tonnes.

## Bâtiments de combat

### Destroyers
- 4 Destroyers classe « Almirante Brown » (Type Meko 360)(peuvent être considérés comme des frégates du fait de leur faible tonnage) :
  - ARA Almirante Brown (D10) (en)
  - ARA La Argentina (D11) (en)
  - ARA Heroína (D12) (en)
  - ARA Sarandí (D13) (en)

### Sous-marins
- 1 Sous-marin d'attaque à propulsion classique classe « Santa Cruz » (type TR-1700) :
  - ARA Santa Cruz (S41)

- 2 Sous-marins d'attaque à propulsion classique classe « Salta » dont un en réserve (type 209/1200) :
  - ARA Salta (S31)
  - ARA San Luis (S32) en réserve depuis 1997

### Frégate
- 6 Frégate légère classe « Espora » (type Meko 140) :
  - ARA Espora (41) (en)
  - ARA Rosales (42) (en)
  - ARA Spiro (43) (en)
  - ARA Parker (44) (en)
  - ARA Robinson (45) (en)
  - ARA Gómez Roca (46) (en)
- 4 Avisos classe "Neftegaz" 
  - ARA "Puerto Argentino" (A-21) (es)
  - ARA "Estrecho de San Carlos" (A-22) (es)
  - ARA "Bahía Agradable" (A-23) (es)
  - ARA "Islas Malvinas" (A-24) (es)

Corvette

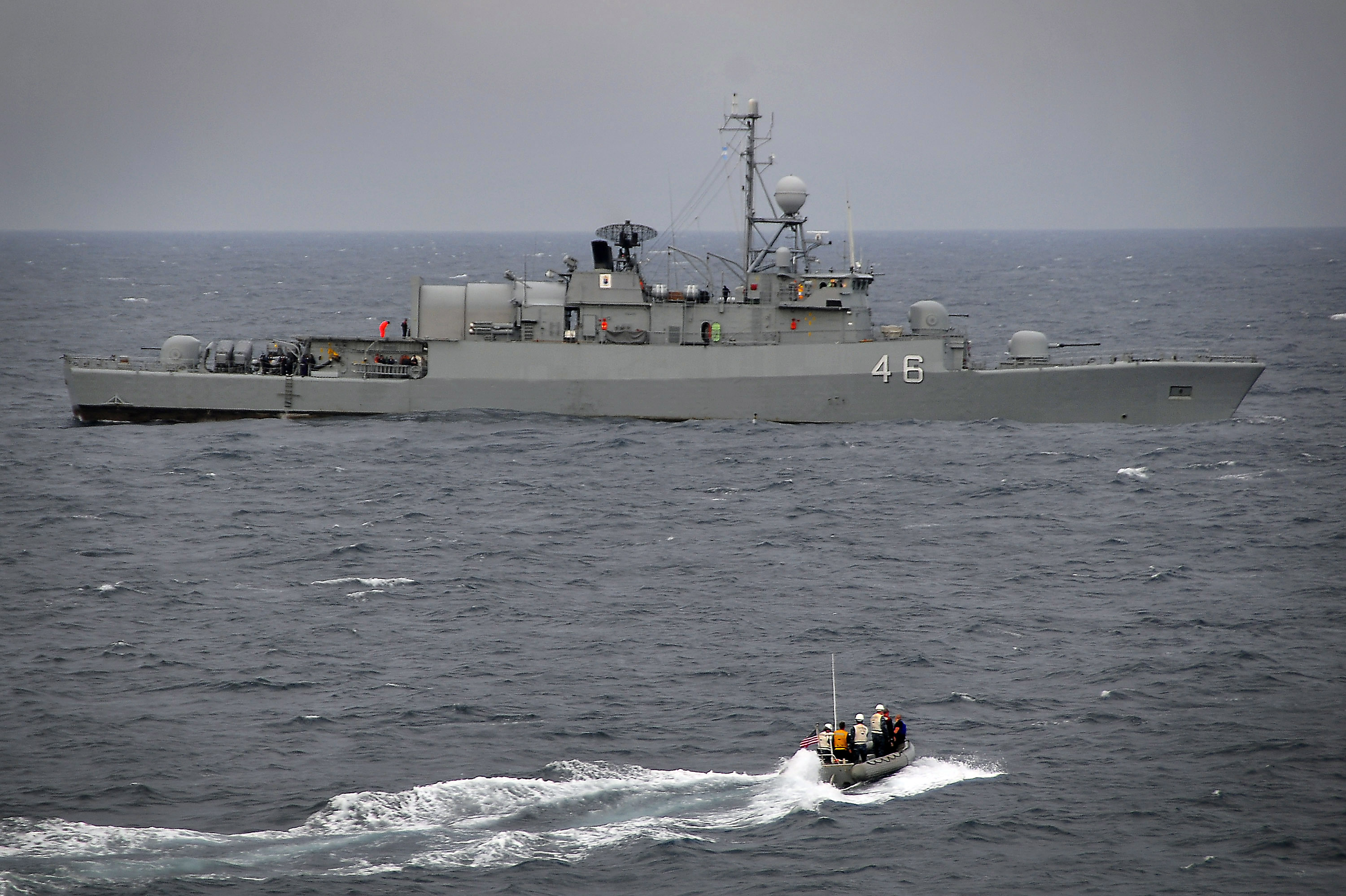
ARA Gomez Roca

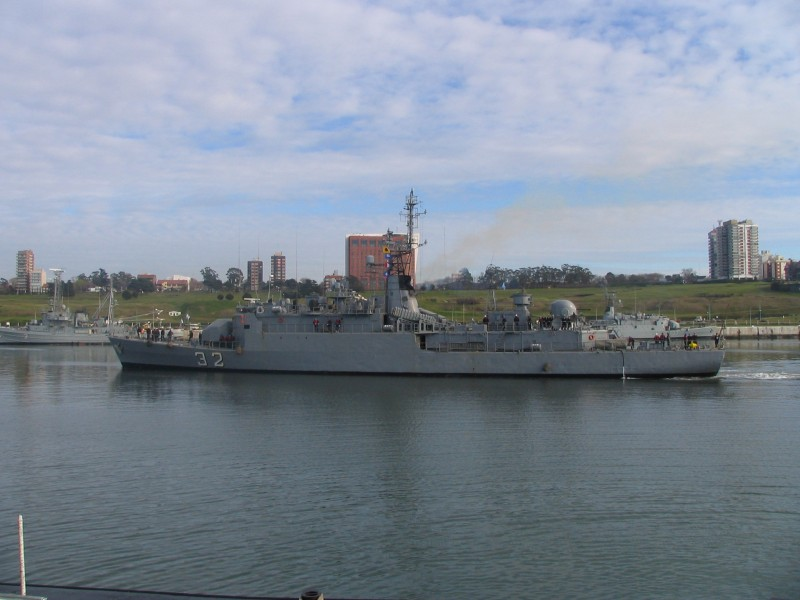
ARA Guerrico

- 3 Corvettes classe "Drummond" (type A69) :
  - ARA Drummond (31) (en)
  - ARA Guerrico (32) (en)
  - ARA Granville (33) (en)

### Patrouilleurs
- Patrouilleur hauturier classe "Gowind" (4 commandés, 2 livrés et en service) :
  - ARA Bouchard (P-51)
  - ARA Piedrabuena (P-52)
  - ARA Almirante Storni (P-53) (en)
  - ARA Almirante Cordero (P-54) (en)
- 1 Patrouilleur classe "Murature" (es) :
  - ARA "King" (P-21) (es)
- 4 Patrouilleurs classe "Dabur" :
  - ARA Baradero (P61) (es)
  - ARA Barranqueras (P62) (es)
  - ARA Clorinda (P63) (es)
  - ARA Concepción del Uruguay (P64) (es)

- 2 Patrouilleurs rapides classe "Intrépida" (es) :
  - ARA Intrépida (P85) (es)
  - ARA Indómita (P86) (es)

## Bâtiments de soutien

### Bâtiments de transport
- 1 Bâtiment de transport de troupes et de commandement Type 42 :
  - ARA Hércules (B52) (en)

- 1 Bâtiment amphibie classe "Costa Sur" modifié :
  - ARA Bahía San Blas (B4) (en)

- 2 Bâtiments de transport classe "Costa Sur" :
  - ARA Canal de Beagle (B3) (en)
  - ARA Cabo de Hornos (B5) (es)

- 1 Remorqueur classe "Olivieri" (es) :
  - ARA Teniente Olivieri (A2) (es)

- 2 Remorqueur classe Abnaki (en) :
  - ARA Francisco de Gurruchaga (A3) (en)
  - ARA Suboficial Castillo (A6)

- 1 Remorqueur de type Sotoyomo (en) :
  - ARA Alférez Sobral (A9) (en)

- 3 Navires polyvalents classe "Ciudad de Rosario" (en) :
  - ARA Ciudad de Zárate (Q61) (en)
  - ARA Ciudad de Rosario (Q62) (en)
  - ARA Punta Alta (Q63) (en)

### Pétrolier ravitailleur
- 1 Pétrolier ravitailleur classe "Durance" :
  - ARA Patagonia (B1)

### Bâtiments hydro-océanographiques
- 2 Bâtiments océanographiques :
  - ARA Puerto Deseado (Q20)
  - ARA Austral (Q21)
- 2 Bâtiments hydrographiques : 
  - ARA Comodoro Rivadavia (Q11)
  - ARA Cormoran (Q15)

### Bâtiment école
- 1 Voilier école :
  - ARA Libertad (Q2)

### Brise-glace
- 1 Brise-glace : 
  - ARA Almirante Irizar (Q5)

### Anciens Navires
- ARA Santisima Trinidad (en) (Coulé en 2013)
- ARA Capitán Cánepa (1957-1972)